# 黑腹燕鸥
黑腹燕鸥（学名：Chlidonias acuticauda）为鸥科浮鷗屬的鸟类。在中国大陆，分布于云南等地。该物种的模式产地在印度。